# Lista dos edifícios mais altos de Brasília

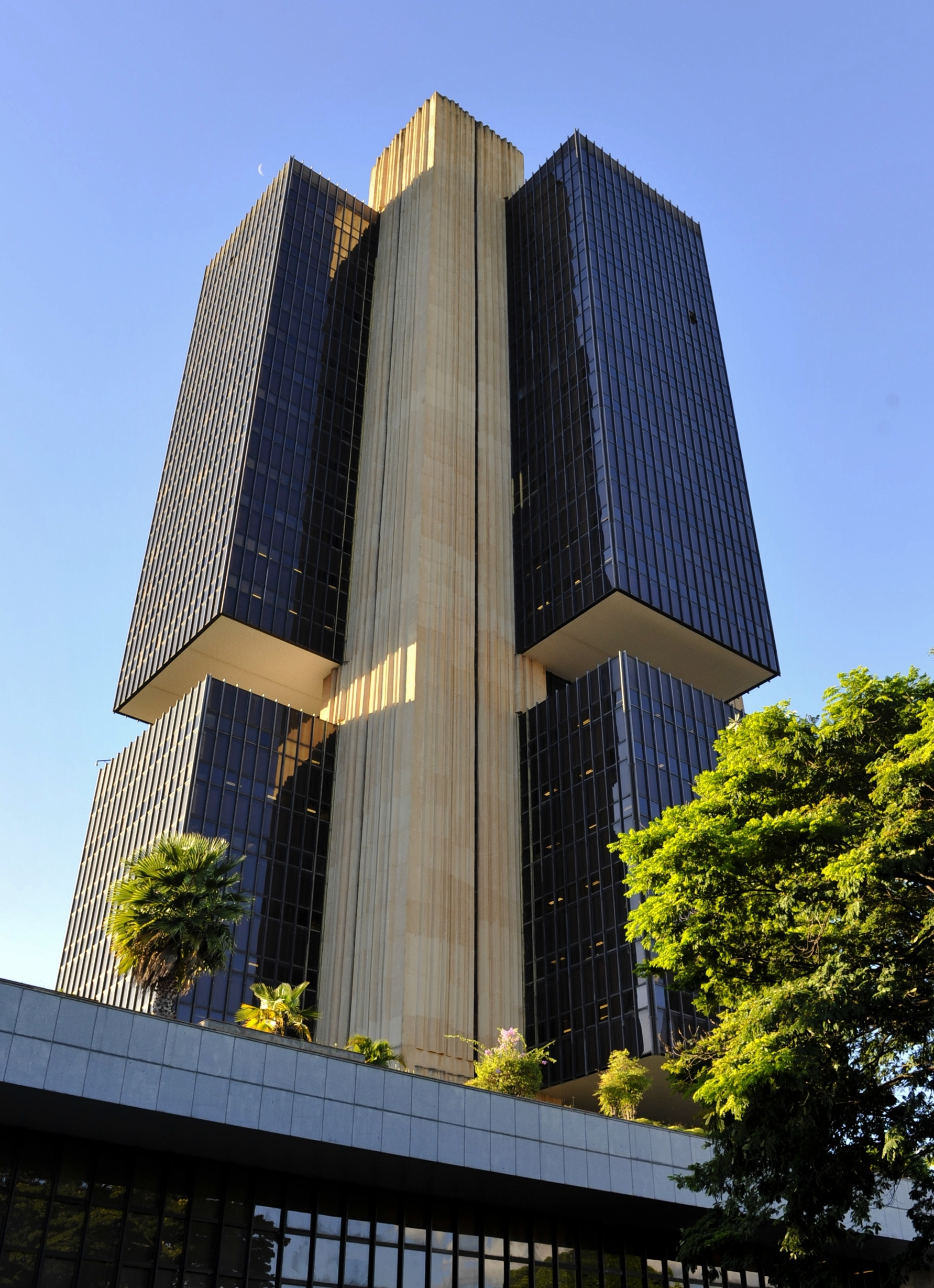
A sede do Banco Central do Brasil foi o prédio mais alto do Distrito Federal até 2010, e ainda é o mais alto do Plano Piloto.

Esta é a lista dos edifícios mais altos de Brasília, a capital do Brasil e terceira maior cidade do país, localizada no Planalto Central. A cidade planejada foi construída no fim dos anos 1950, tendo sido inaugurada em 21 de abril de 1960. Desde então, a área urbanizada tem se expandido para além de seu Plano Piloto planejado, que já tinha algumas construções em altura desde o início.  
Considera-se como Brasília todo o Distrito Federal, apesar deste ter divisões administrativas que se assemelham a bairros ou cidades separadas do Plano Piloto, que seria para muitos a Brasília propriamente dita. O Distrito Federal é uma unidade federativa especial, que tem características de município e estado ao mesmo tempo.
Recentemente, prédios da região administrativa de Águas Claras estão ultrapassando as alturas dos maiores prédios do Plano Piloto e se tornaram os mais altos do Distrito Federal.

## Os dezoito prédios mais altos
A lista a seguir contém os 18 maiores edifícios do Distrito Federal.
| Posição | Imagem                                                  | Nome                                                          | Região Administrativa | Uso           | Altura                                                |      | Andares                  | Ref.        |
| ------- | ------------------------------------------------------- | ------------------------------------------------------------- | --------------------- | ------------- | ----------------------------------------------------- | ---- | ------------------------ | ----------- |
| 1       |                                                         | Residencial Sagitarius                                        | Águas Claras          | Residencial   | 108,28m                                               | 2010 | 36                       | [ 5 ] [ 6 ] |
| 2       |                                                         | Tower Club Residence                                          | Águas Claras          | Residencial   | 104,42m                                               | 2010 | 37                       | [ 5 ] [ 7 ] |
| 3       |                                                         | The Prime Exclusive Residence Bloco 2                         | Águas Claras          | Residencial   | 102m                                                  | 2013 | 30                       | [ 8 ]       |
| 4       |                                                         | Sede do Banco Central do Brasil                               | Plano Piloto          | Institucional | 101m                                                  | 1981 | 21                       | [ 9 ]       |
| 5       |                                                         | Vitali                                                        | Águas Claras          | Residencial   | 95,7m                                                 | 2012 | 31                       | [ 8 ]       |
| 6       |                                                         | My LifeStyle Águas Claras                                     | Águas Claras          | Residencial   | 95m                                                   | 2014 | 28                       | [ 8 ]       |
| 7       |                                                         | Gavino Residências                                            | Águas Claras          | Residencial   | 95m                                                   | 2009 | 26                       | [ 8 ]       |
| 8       |                                                         | Palácio do Congresso Nacional, Anexo I (Câmara dos Deputados) | Plano Piloto          | Institucional | 92m                                                   | 1960 | 28                       | [ 10 ]      |
| 9       | Palácio do Congresso Nacional, Anexo I (Senado Federal) | Institucional                                                 | Plano Piloto          | 92m           | 1960                                                  | 28   | [ 11 ]                   |             |
| 10      |                                                         | E-Business Águas Claras                                       | Águas Claras          | Escritórios   | 88m                                                   | 2013 | 25                       | [ 8 ]       |
| 11      |                                                         | Ilha Bela                                                     | Águas Claras          | Residencial   | 87.5m                                                 | 2011 | 27                       | [ 8 ]       |
| 12      |                                                         | La Belle Maison Personnalisée Bloco B                         | Águas Claras          | Residencial   | 86m                                                   | 2013 | 28                       | [ 8 ]       |
| 13      |                                                         | La Belle Maison Personnalisée Bloco A                         | Águas Claras          | Residencial   | 84,5m                                                 | 2013 | 27                       | [ 8 ]       |
| 14      |                                                         | Splendido LifeStyle                                           | Águas Claras          | Residencial   | 81,4m                                                 | 2010 | 26                       | [ 8 ]       |
| 15      |                                                         | Residencial Vivian Valois                                     | Águas Claras          | Residencial   | 77,5m                                                 | 2012 | 25                       | [ 8 ]       |
| 16      |                                                         | Première Private Life                                         | Águas Claras          | Residencial   | Aprox. 77m (ainda há de ser medido por um engenheiro) | 2013 | 28 (andares de elevador) | [ 8 ]       |
| 17      |                                                         | Novità                                                        | Taguatinga            | Residencial   | 72m                                                   | 2004 | 21                       | [ 8 ]       |
| 18      |                                                         | Avant Practical Residence                                     | Águas Claras          | Residencial   | 68m                                                   | 2012 | 20                       | [ 8 ]       |

## Outras estruturas mais altas
Essa lista leva em conta apenas estruturas que não são prédios, como pontes, torres de transmissão e mastros. A Torre de TV de Brasília é não apenas a mais alta estrutura do Distrito Federal, mas também a quinta mais alta estrutura do Brasil. 
| Posição | Imagem | Nome                                      | Região Administrativa | Uso                       | Altura |      |
| ------- | ------ | ----------------------------------------- | --------------------- | ------------------------- | ------ | ---- |
| 1       |        | Torre de TV                               | Plano Piloto          | Torre de telecomunicações | 240m   | 1961 |
| 2       |        | Torre de TV Digital                       | Lago Norte            | Torre de telecomunicações | 182m   | 2010 |
| 3       |        | Mastro especial da Praça dos Três Poderes | Plano Piloto          | Mastro de bandeira        | 100m   | 1963 |
| 4       |        | Torre de transmissão                      | Sobradinho            | Torre de telecomunicações | 80m    |      |
| 5       |        | Torre de transmissão                      | Águas Claras          | Torre de telecomunicações | 70m    |      |
| 6       |        | Ponte Juscelino Kubitschek                | Lago Sul              | Ponte                     | 63m    | 2002 |